# Christian Sarramagna
Christian Sarramagna est un footballeur puis entraîneur français, né le 29 décembre 1951 à Bayonne. Il évolue au poste d'ailier gauche du début des années 1970 au début des années 1980.
Après avoir débuté à l'Aviron bayonnais, il rejoint l'AS Saint-Étienne avec qui il remporte trois titres de champion de France en 1974, 1975 et 1976, ainsi qu'une Coupe de France en 1975. Il est également avec les « Verts » finaliste de la Coupe d'Europe des clubs champions en 1976. Il signe ensuite avec le Montpellier PSC où il termine sa carrière.
En équipe de France, il compte quatre sélections, obtenues entre 1973 et 1976.
Il devient ensuite entraîneur et dirige notamment l'AS Saint-Étienne, le FC Martigues, le FC Mulhouse et l'Aviron bayonnais. Il est également à deux reprises sélectionneur de l'équipe nationale du Mali.

## Biographie

### Joueur
Christian Sarramagna commence le football à l'âge de 13 ans à l'Aviron bayonnais où il pratique également le rugby et la pelote basque.  En parallèle, il aide ses parents dans la boulangerie familiale. En 1968, il remporte le concours du jeune footballeur et se fait remarquer par les Girondins de Bordeaux et l'AS Saint-Étienne. Il rejoint le club stéphanois et en 1970, il remporte avec Christian Lopez, Christian Synaeghel, Jacques Santini, Patrick Revelli et Alain Merchadier, la Coupe Gambardella face à l'Olympique lyonnais, cinq tirs au but à quatre après un match nul trois buts partout.
Il fait ses débuts en équipe première, le 29 août 1970, lors de la cinquième journée du championnat face à l'Olympique de Marseille. Christian Sarramagna inscrit le but de la victoire, deux buts à un, à la 68e minute. L'année suivante, son temps de jeu augmente et il est alors appelé par Georges Boulogne en équipe de France B pour une rencontre face à la Tunisie. Christian Sarramagna inscrit le but de l'égalisation à la 49e minute mais les Français s'inclinent sur le score de deux buts à un. Ce pur gaucher dribbleur et centreur, progresse aux côtés de Spasoje Samardzic qui lui apprend à centrer avant de déborder et à travailler ses centres liftés. Il devient titulaire sur l’aile gauche de l’attaque stéphanoise en 1972-1973 après le départ de Georges Bereta.
En début de saison 1973-1974, il est convoqué par le nouveau sélectionneur Ștefan Kovács en équipe de France. Il fait ses débuts en « Bleu »  le 8 septembre 1973 face à la Grèce dans le cadre d'un match amical. Titulaire au coup d'envoi, il est remplacé par Daniel Ravier à la 77e minute de la rencontre remportée sur le score de trois buts à un. Non convoqué pour le match suivant, il est de nouveau titulaire face au Danemark en novembre, victoire trois à zéro, puis doit attendre la fin de la saison pour être de nouveau sélectionné face à l'Argentine. Il dispute toute la rencontre perdue par les Français sur le score de un but à zéro. En club, il connaît de nombreuses blessures au quadriceps et ne dispute que dix-sept rencontres d'un championnat qui voit les Stéphanois remporter le titre en ne perdant qu'un match lors des quatorze dernières journées. Toujours gêné par ses blessures, il ne dispute pas la finale de la Coupe de France 1974 contre l'AS Monaco remportée par les « Verts » deux buts à un.
En 1974-1975, il est en concurrence à son poste d'ailier gauche avec Yves Triantafilos et ne dispute que dix rencontres du championnat, remporté une nouvelle fois par les « Verts » avec neuf points d'avance sur le deuxième, l'Olympique de Marseille, et que des victoires à domicile (soit 19 rencontres), un record inégalé dans le championnat. Triantafilos indisponible, l'entraîneur stéphanois Robert Herbin le titularise en finale de la Coupe de France 1975 remportée face au RC Lens sur le score de deux buts à zéro. 
La saison suivante, avec l'éclosion au haut-niveau de Dominique Rocheteau, son temps de jeu demeure faible en championnat, qui sera remporté par les Stéphanois une troisième fois d'affilée. Mais cette saison est surtout marquée par l'épopée des « Verts » en Coupe des clubs champions européens 1975-1976 et leur qualification en finale. Pour ce match face au « grand » Bayern Munich, double tenant titre, Sarramagna est titularisé et Rocheteau, blessé, figure sur le banc. Par son activité sur son aile, Sarramagna est l'un des meilleurs joueurs stéphanois du match. À la 40e minute, sur un de ses centres, Jacques Santini voit sa tête repoussée par la transversale carrée de l'Hampden Park. Huit minutes plus tard, Sarramagna voit sa reprise de la tête passer au ras du poteau de Sepp Maier,. Il est remplacé à la 83e minute par Rocheteau qui, malgré son coup de rein, ne peut changer le cours du match remporté par le Bayern Munich 1-0 (but à la 57e de Franz Roth sur coup franc). 
Sarramagna est appelé en équipe de France par le sélectionneur Michel Hidalgo, et dispute dix jours après la finale de Coupe d'Europe une rencontre amicale face à la Hongrie, perdue un but à zéro. Christian Sarramagna est de nouveau appelé en équipe de France en septembre 1976 mais n'entre pas en jeu face au Danemark. Il dispute lors de cette saison dix-huit matchs de championnat, et en coupe de France il inscrit le quatrième but, de la victoire cinq buts à un, des Stéphanois face au FC Nantes en match retour de la demi-finale. Il ne dispute cependant pas la finale remportée par les « Verts » deux buts à un face au Stade de Reims. Avec la réserve stéphanoise, il gagne cette même année le titre de Division 3 face au FC Nantes. Il inscrit au match aller un triplé face à la réserve nantaise. 
La saison suivante, Christian Sarramagna est victime, en février 1978, d'une fracture ouverte de la jambe à la suite d'un choc avec Serge Amouret, dans les arrêts de jeu de la première mi-temps d'un match de championnat contre le FC Rouen. Il rate alors la Coupe du monde 1978 et voit la suite de sa carrière compromise alors qu'il est en fin de contrat. Le président stéphanois Roger Rocher le prolonge alors d'un an, et il fait son retour sur les terrains le 20 avril 1980 lors d'une rencontre disputée face au Nîmes Olympique. Il entre en jeu à la 83e minute en remplacement de Jean-Marie Elie.
En 1979-1980, Christian Sarramagna quitte les « Verts » et s'engage avec le Montpellier PSC, club de D2. Il atteint avec ses coéquipiers la demi-finale de la coupe de France. Les Montpelliérains s'inclinent à ce stade de la compétition face à l'AS Monaco. L'année suivante, le club est premier du groupe A de Division 2 et accède ainsi à la première division. Le Montpellier PSC ne parvient cependant pas à remporter le titre de champion national de Division 2 s'inclinant, cinq buts à deux sur deux rencontres, face au Stade brestois. La saison en division 1 est cependant difficile et le MPSC redescend aussitôt. Christian Sarramagana met alors fin à sa carrière professionnelle et rejoint l’Émulation sportive du Grau-du-Roi comme entraîneur-joueur.

### Entraîneur
Christian Sarramagna dispute deux saisons avec l'ES Grau-du-Roi. L'équipe monte en division d'honneur et remporte la coupe Gard-Lozère. Il rejoint en 1985, toujours comme entraîneur-joueur, l'Indépendante Pont-Saint-Esprit, club également de division d'honneur. Le club remporte également la coupe Gard-Lozère et atteint les 16e de finale de la coupe de France en février 1986 où il est difficilement éliminé, en prolongations du match retour, par l'Olympique de Marseille, futur finaliste de la compétition.
En 1987, Robert Herbin, de nouveau entraîneur de l'AS Saint-Étienne, lui propose de devenir son adjoint. Après trois ans à ce poste, André Laurent le président stéphanois, lui propose de devenir entraîneur général du club. Les Verts terminent, sous sa direction, 13e de division 1 en 1991 puis 10e en 1992. En 1992, Christian Sarramagna est engagé par le FC Martigues, club de Division 2. Malgré des moyens financiers limités, le club termine premier du groupe A avec un point d'avance sur l'AS Cannes et accède ainsi pour la première fois à l'élite. Le club martégal remporte ensuite le titre de champion de Division 2 face au vainqueur du groupe B, le SCO Angers sur le score de cinq buts à quatre sur les deux matchs. En Division 1, le club connaît une saison difficile et termine dix-huitième. Le FCM bénéficie alors de la relégation administrative de l'Olympique de Marseille pour rester en division 1.
Sans club au début de la saison 1994-1995, il est recruté en août, par le CS Sedan Ardennes, pour succéder à Michel Leflochmoan renvoyé à la suite d'une série de défaites. À cinq journées de la fin du championnat, alors que le club est en position de relégable, Christian Sarramagana est démis de ses fonctions et remplacé par Bruno Metsu qui ne parvient cependant pas à sauver le club de la descente en National. En 1995, il devient  entraîneur du FC Mulhouse. Le club alsacien termine quatorzième grâce à un bon parcours durant les matchs retour. La saison suivante, il est démis de ses fonctions au bout de seize journées et il est remplacé par Gilles Bourges, le responsable du centre de formation.
En janvier 1998, il devient sélectionneur national du Mali avec pour objectif désigné par la Fédération malienne, la victoire dans la Coupe d'Afrique des nations organisée à domicile en 2002. L'équipe ne parvient pas à se qualifier pour la CAN 2000 puis se fait éliminer, en avril 2000, en préliminaire du tournoi qualificatif africain pour la coupe du monde de 2002 par la Libye. Cinq jours après ce résultat, Il est licencié par la Fédération.
Christian Sarramagna revient alors en France et devient en juillet 2000, directeur technique et entraîneur de son club formateur, l'Aviron bayonnais qui vient d'être promu en championnat d'Aquitaine de division d'honneur. Deuxième du championnat en 2001 derrière le FC Marmande, l'Aviron remporte l'année suivante le championnat et la coupe d'Aquitaine. Sur sa lancée, le club remporte le groupe F du championnat de France amateur 2 en 2003 et le groupe C du championnat de France amateur de football en 2004. La même saison, les Bayonnais atteignent les huitièmes de finale de la Coupe de France après avoir éliminés deux clubs de ligue 1, l'En Avant de Guingamp puis les Girondins de Bordeaux. Ils sont battus à ce stade de la compétition par le Paris Saint-Germain sur le score de deux buts à zéro. En janvier 2006, après la victoire de ses joueurs sur l'AS Cannes lors de la vingtième journée du championnat, Christian Sarramagna annonce sa démission du poste d'entraîneur. Celle-ci est due à des désaccords avec son président sur l'avenir et la professionnalisation du club.
Il est rappelé, en mai 2006, à la tête du Mali par le président de la Fédération malienne, son ancien coéquipier, Salif Keita. Il ne reste cependant qu'un mois en poste, le président d'Airness, Malamine Koné, financeur de la fédération et de l'équipe nationale souhaitant nommer lui-même le nouveau sélectionneur. Un mois plus tard, il signe un contrat de deux ans avec le FC Sète, qui vient d'être relégué en National. Le club sétois ne parvient pas à remonter immédiatement et le président sétois, Émile Anfosso, en profond désaccord avec lui, le licencie,.
En juillet 2007, il s'engage avec La Berrichonne de Châteauroux comme coordinateur technique et responsable de la formation. En février 2008, il est nommé entraîneur à la place de Cédric Daury alors que le club est quinzième avec trois points d'avance sur le premier relégable. Le club garde sa place en ligue 2 et Christian Sarramagna est confirmé dans son poste d'entraîneur pour la saison suivante. En décembre, alors que le club est 18e, il quitte son poste en espérant que « son retrait provoquera une prise de conscience du groupe professionnel et placera chacun devant ses responsabilités ». Il redevient alors coordonnateur sportif du club jusqu'à la fin de la saison.
En novembre 2009, sa venue à la Jeunesse sportive de Kabylie est annoncée mais les négociations avec le club échouent pour des raisons financières. Il est ensuite pressenti pour devenir l'entraîneur du Club africain en juin 2010 puis sélectionneur du Rwanda en octobre 2011 mais il n'est finalement pas retenu.
Il retrouve un poste en janvier 2011 comme entraîneur du CS Hammam Lif où il signe un contrat jusqu'en juin 2013. Après une série de mauvais résultats et une défaite quatre buts à un face au CA Bizerte, il est démis de ses fonctions en juin 2012.
Après deux saisons sans club, il s'engage, en juillet 2014, avec le SO Cholet, club de CFA2 comme directeur sportif. Benjamin Erisoglu, le président du SO Cholet, le nomme entraîneur la saison suivante alors que le club vient de monter en CFA. Le 3 janvier 2016, il reprend sa place de directeur sportif et laisse sa place d'entraineur à Nicolas Le Bellec. En fin de saison, il décide de prendre sa retraite et retourne à Bayonne. Son retour dans l’encadrement de l'Aviron bayonnais est envisagé en décembre, et devient effectif, en janvier 2017, au poste de directeur sportif

## Palmarès
Avec l'AS Saint-Étienne, tout d'abord en junior, Christian Sarramagna gagne la Coupe Gambardella en 1970. Sarramagna remporte ensuite trois titres de champion de France en 1974, 1975 et 1976, ainsi qu'une Coupe de France en 1975. Il est également finaliste de la Coupe d'Europe des clubs champions en 1976, et vice-champion de France en 1971. 
Sous les couleurs du Montpellier HSC, il est vice-champion de France de Division 2 en 1981. 
Avec ces deux clubs, il dispute 161 matches pour 26 buts inscrits en dix saisons de D1.
En tant qu'entraîneur, Christian Sarramagna remporte le titre de Champion de France de Division 2 en 1993 avec le FC Martigues. Avec l'Aviron bayonnais FC, il gagne le championnat d'Aquitaine de division d'honneur et la Coupe d'Aquitaine en 2002, le groupe F du championnat de France amateur 2 en 2003 et le groupe C du championnat de France amateur de football en 2004.

## Sélection
Christian Sarramagna compte quatre sélections en équipe de France entre 1973 et 1976, ainsi qu'une sélection en équipe de France B.

## Statistiques
Le tableau ci-dessous résume les statistiques en matches officiels de Christian Sarramagna durant sa carrière de joueur professionnel,.  
| Saison                | Club                  | Championnat           | Championnat | Championnat | Coupe(s) nationale(s) | Coupe(s) nationale(s) | Compétition(s) continentale(s) | Compétition(s) continentale(s) | Compétition(s) continentale(s) | France | France | Total | Total |
| Saison                | Club                  | Division              | M.          | B.          | M.                    | B.                    | Comp.                          | M.                             | B.                             | M.     | B.     | M.    | B.    |
| 1970-1971             | AS Saint-Étienne      | Division 1            | 7           | 3           | -                     | -                     | -                              | -                              | -                              | -      | -      | 7     | 3     |
| 1971-1972             | AS Saint-Étienne      | Division 1            | 21          | 2           | 1                     | 0                     | C3                             | 2                              | 1                              | -      | -      | 24    | 3     |
| 1972-1973             | AS Saint-Étienne      | Division 1            | 25          | 3           | 4                     | 2                     | -                              | -                              | -                              | -      | -      | 29    | 5     |
| 1973-1974             | AS Saint-Étienne      | Division 1            | 17          | 3           | 2                     | 0                     | -                              | -                              | -                              | 3      | 0      | 22    | 3     |
| 1974-1975             | AS Saint-Étienne      | Division 1            | 10          | 0           | 4                     | 1                     | C1                             | 1                              | 0                              | -      | -      | 15    | 1     |
| 1975-1976             | AS Saint-Étienne      | Division 1            | 11          | 4           | -                     | -                     | C1                             | 3                              | 0                              | 1      | 0      | 15    | 4     |
| 1976-1977             | AS Saint-Étienne      | Division 1            | 18          | 2           | 5                     | 4                     | C1                             | 1                              | 0                              | -      | -      | 24    | 6     |
| 1977-1978             | AS Saint-Étienne      | Division 1            | 22          | 5           | 1                     | 0                     | C2                             | 2                              | 0                              | -      | -      | 25    | 5     |
| 1978-1979             | AS Saint-Étienne      | Division 1            | 2           | 0           | -                     | -                     | -                              | -                              | -                              | -      | -      | 2     | 0     |
| Sous-total            | Sous-total            | Sous-total            | 133         | 22          | 17                    | 7                     | -                              | 9                              | 1                              | 4      | 0      | 163   | 30    |
| 1979-1980             | Montpellier PSC       | Division 2            | 26          | 3           | 6                     | 1                     | -                              | -                              | -                              | -      | -      | 32    | 4     |
| 1980-1981             | Montpellier PSC       | Division 2            | 29          | 7           | 8                     | 1                     | -                              | -                              | -                              | -      | -      | 37    | 8     |
| 1981-1982             | Montpellier PSC       | Division 1            | 28          | 4           | 1                     | 0                     | -                              | -                              | -                              | -      | -      | 29    | 4     |
| Sous-total            | Sous-total            | Sous-total            | 83          | 14          | 15                    | 2                     | -                              | -                              | -                              | -      | -      | 98    | 16    |
| Total sur la carrière | Total sur la carrière | Total sur la carrière | 216         | 36          | 32                    | 9                     | -                              | 9                              | 1                              | 4      | 0      | 261   | 46    |